# Michele Scarpino
Michele Scarpino (Crotone, 16 dicembre 1987) è un arbitro di calcio italiano naturalizzato sammarinese. Dirigente sportivo.

## Biografia
Farmacista iscritto all'Ordine dei Farmacisti di Bologna. Tripla specializzazione in Economia: Master in Marketing & Management dello Sport; Master Sport Digital Marketing, Sponsorship & Communication; Sport Value Management. 
Nel gennaio 2019 firma la prima pubblicazione scientifica.
Formatore, coach, trainer, speaker motivazionale presso aziende traducendo competenze e analogie dal mondo dello sport a quello aziendale.

## Carriera
Ha iniziato la carriera arbitrale nell'ambito della FIGC arrivando ad essere promosso alla Commissione Arbitri Nazionale Interregionale. Ha diretto la semifinale di ritorno della Coppa Italia Dilettanti Emilia-Romagna 2013-2014 e diverse gare di Play-off e Play-out. Ha diretto inoltre numerose gare di Campionato nazionale Berretti (Carpi FC-Internazionale FC, Reggiana-Spezia Calcio, Spal-Reggiana, Carpi Football Club 1909-Lumezzane), Campionato Nazionale Juniores Nazionali, Serie A Femminile (Sassari Torres Calcio Femminile-Res Roma, San Zaccaria-Como), Campionato Primavera e Campionato Allievi Nazionali (Bologna Football Club 1909, Giacomense Calcio, Carrarese Calcio 1908, Parma Calcio 1913, Rappresentativa LND) e gare Amichevoli di Serie A (Bologna Football Club 1909).
Dal 2015 fa parte della FSGC, diventando arbitro ASA.
Nel maggio 2016 ha diretto la Semifinale del Campionato sammarinese di calcio Tre Penne-Folgore/Falciano ed è designato in qualità di arbitro di porta nella finale del Campionato sammarinese di calcio Tre Penne-La Fiorita che ha qualificato le due squadre di calcio rispettivamente ai preliminari della UEFA Champions League 2016-2017 e UEFA Europa League 2016-2017.
Nel maggio 2016 ha diretto durante il "UEFA U-16 Development Tournament" : Albania-Andorra, Macedonia-Albania, Andorra-San Marino.
Nel novembre 2016 è designato per due gare nella Malta Football Association: -Premier League Malti 2016-2017: St. Andrews-Birkirkara Football Club, -First Division (Malta): Vittoriosa Stars Football Club-Mqabba Football Club.
Nell'Aprile 2017 è selezionato per il prestigioso ed unico (selezionato solo 1 arbitro per nazione) progetto CORE Centre of Refereeing Excellence della UEFA a Nyon, corso intensivo di 6 mesi per la futura proposta nel divenire Arbitro Internazionale FIFA.
Nell'Aprile e settembre 2017 è designato per due gare di Campionato nella Swiss Football League: Seconda Lega interregionale FC Iliria-Team Aargau U21, SC Dornach-FC Muri-Gümligen.
Nel settembre 2017 riceve il massimo riconoscimento dalla UEFA: DIPLOMA of REFEREEING, in conclusione del progetto CORE (Centre of Refereeing Excellence), corso per la futura proposta nel divenire Arbitro (calcio) Internazionale FIFA.
Nel novembre 2017 è designato per due gare nella Football Federation of Kosova: -Superliga kosovara: FC Liria-Klubi Futbollistik Besa, KF Ferizaj-2 Korriku.
Nell'Aprile 2018 è designato per l' "UEFA U-16 International Dev. Tournament" durante il quale ha diretto: Albania-Italia, Armenia-Italia.
Nell'Aprile 2018 è designato per i play-offs Relegation nella Federazione calcistica di Andorra: -Lliga Andorrana: Club Penya Encarnada d'Andorra-Inter Club d'Escaldes.
Nel maggio 2018 è designato per i Quarti di finale del Campionato sammarinese di calcio La Fiorita-Folgore e in qualità di Arbitro addizionale di porta nella finale del Campionato sammarinese di calcio La Fiorita-Folgore/Falciano che ha qualificato le due squadre di calcio rispettivamente ai preliminari della UEFA Champions League 2018-2019 e UEFA Europa League.
Nel settembre 2018 è designato per UEFA Qualificazioni al campionato europeo di calcio Under-21 2019: Azerbaigian-Norvegia.
Nel novembre 2018 è designato per due gare nella Malta Football Association: -BOV First Division: -Mqabba Football Club.
Nel maggio 2019 è designato per il ritorno dei Quarti di finale del Campionato sammarinese di calcio Tre Penne-Folgore e in qualità di Arbitro addizionale 1 di porta nella finale del Campionato sammarinese di calcio Tre Penne-La Fiorita che ha qualificato le due squadre di calcio rispettivamente ai preliminari della UEFA Champions League 2019-2020 e UEFA Europa League 2019-2020.
Nel giugno 2019 è selezionato dalla FIGC e UEFA in qualità di RLO Referee Liaison Officer per il Campionato europeo di calcio Under-21 2019.
Nel luglio 2019 è designato per UEFA Europa League 2019-2020 Preliminary Round St Joseph's FC-FC Prishtina e UEFA Europa League 19-20 1st Qualifying Round FC Pyunik Yerevan-FC Shkupi.
Dalla stagione 2021/2022 è selezionato in qualità di VAR Football Systems Operator nel Campionato italiano di calcio di Serie A.
| Anni      | Campionato                                                        |                                      |
| --------- | ----------------------------------------------------------------- | ------------------------------------ |
| 2007-2015 | Campionato italiano di calcio                                     | Arbitro                              |
| 2015-     | Campionato di calcio Sammarinese                                  | Arbitro                              |
| 2016      | Finale Campionato di calcio Sammarinese                           | Arbitro Addizionale di porta         |
| 2016      | Malta Football Association                                        | Referee                              |
| 2016      | UEFA U-16 Development Tournament                                  | Referee                              |
| 2017      | Swiss Football League                                             | Referee                              |
| 2017      | UEFA CORE (Centre of Refereeing Excellence) DIPLOMA of REFEREEING | Referee                              |
| 2017      | Football Federation of Kosova                                     | Referee                              |
| 2018      | Finale Campionato di calcio Sammarinese                           | Arbitro                              |
| 2018      | UEFA U-16 Development Tournament                                  | Referee                              |
| 2018      | Malta Football Association                                        | Referee                              |
| 2018      | Federazione calcistica di Andorra                                 | Referee                              |
| 2018-     | UEFA Qualificazioni al campionato europeo di calcio Under-21 2019 | Referee                              |
| 2019      | Finale Campionato di calcio Sammarinese                           | Arbitro                              |
| 2019      | UEFA Campionato Europeo di calcio Under-21 2019                   | RLO Refereeing Liaison Officer       |
| 2019-2020 | UEFA Europa League 2019-2020                                      | Referee                              |
| 2021      | UEFA Campionato Europeo di calcio EURO 2020                       | Venue Logistics Stadio Olimpico Roma |
| 2021-     | Lega Serie A Italy                                                | VAR Football Systems Operator        |

## Dirigente
Nel 2016 ha un incarico di Coordinator Accomodation and Transportation list per il FIFAUEFA RAP COURSE 2016.
Nel 2016/2017 è selezionato per il progetto di Lega B in qualità di Social Media Official Supporter.
Nel giugno 2019 è selezionato dalla FIGC e UEFA in qualità di RLO Referee Liaison Officer per il Campionato europeo di calcio Under-21 2019.
Nel 2020/2021 è selezionato da Calcio e Finanza in qualità di Football Financial Analyst & Writer.
Nel 2020/2021 è selezionato da UEFA e FIGC in qualità di Venue Logistics Stadio Olimpico Roma e Health, Safety & Security support per UEFA Euro 2020.
Dalla stagione 2022/2023 è selezionato in qualità di Delegato di Lega Italiana Calcio Professionistico FIGC nella Commissione Delegati di Serie C.
Nel 2023 ha un incarico alla Lavagna tattica di DAZN per l'Analisi tattica della Serie A.
Nel 2024 è selezionato in qualità di Matchday Operator per il 6 Nazioni 2025 di Rugby Six Nations Rugby & Autumn Nations Series.
Nel 2024 è selezionato come Event Manager per i Giochi della XXXIII Olimpiade Paris 2024.
Dal 2024 ha un incarico di Technical Sports & Promotional Area Officer nella Direzione Agonistica dello sci alpino nella Federazione italiana sport invernali.
Dal 2024 è selezionato in qualità di Medical Commission Officer nella Federazione italiana sport invernali.